# 体育馆路街道
39°53′09″N 116°25′20″E / 39.8858°N 116.4221°E
体育馆路街道是北京市东城区的一个街道。
面积1.84平方千米，人口4.97万人（2006年末）。

## 社区
经过调整后，目前体育馆路街道下辖8个社区:
- 东厅社区
- 葱店社区
- 法华南里社区
- 体育总局社区
- 南岗子社区
- 长青园社区
- 四块玉社区
- 西唐社区